# (2980) Cameron
(2980) Cameron (1981 EU17; 1977 EL3; 1979 SQ7) ist ein ungefähr fünf Kilometer großer Asteroid des mittleren Hauptgürtels, der am 2. März 1981 vom US-amerikanischen Astronomen Schelte John Bus am Siding-Spring-Observatorium in der Nähe von Coonabarabran, New South Wales in Australien (IAU-Code 260) entdeckt wurde. Er gehört zur Innes-Familie, einer Gruppe von Asteroiden, die nach dem Asteroiden (1658) Innes benannt ist.

## Benennung
(2980) Cameron wurde nach dem US-amerikanischen Astrophysiker und Kosmologen Alastair Cameron (1925–2005) benannt, der stellvertretender Direktor am Harvard-Smithsonian Center for Astrophysics war.